# Chợ Đông Ba
Chợ Đông Ba là một ngôi chợ tại thành phố Huế, Việt Nam. Đây là ngôi chợ truyền thống lâu đời, có lịch sử hơn 100 năm xây dựng và phát triển, được xem là một trong những biểu tượng của vùng đất cố đô Huế.

## Vị trí
Chợ Đông Ba nằm bên bờ bắc sông Hương, trên đường Trần Hưng Đạo thuộc phường Đông Ba, quận Phú Xuân, thành phố Huế. Mặt bằng chợ nằm trải dài từ chân cầu Trường Tiền đến cầu Gia Hội với tổng diện tích là 47.614 m², bao gồm cả bến, bãi đỗ xe và khu hoa viên đường Chương Dương.

## Lịch sử
Theo Đại Nam nhất thống chí, chợ có tên là Đông Gia, nằm ở đông nam cầu Đông Gia thuộc huyện Hương Trà. Dưới thời vua Gia Long, chợ nằm ở ngay bên ngoài quách cửa Chính Đông của kinh thành, giữa chợ có một ngôi đình ngói hai tầng tên là đình Quy Giả (nên chợ cũng được gọi là "Quy Giả thị"). Năm 1885, chợ bị đốt sạch khi Kinh đô Huế thất thủ. Năm Đồng Khánh thứ 2 (1887), sau khi lập phố Cửa Đông, vua cho xây dựng lại chợ, suất đội Nguyễn Đình Nên tình nguyện làm đình chợ và hai dãy quán lợp ngói hai bên tả hữu nên triều đình cho lĩnh trưng luôn thuế chợ trong 6 năm, mỗi năm 1.300 quan. Sau đó viên suất đội này lại được châm chước cho lĩnh trưng thêm 3 năm nữa.

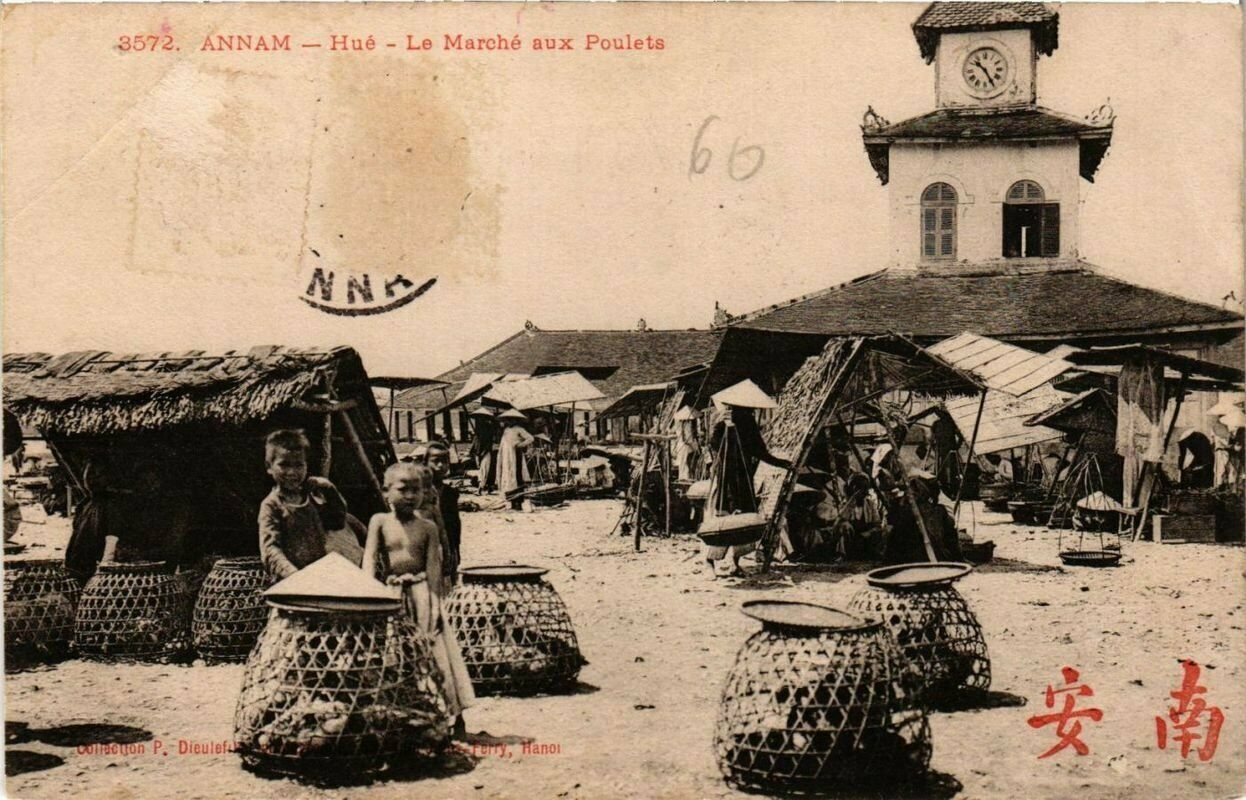
Khu bán gà tại chợ Đông Ba trên một tấm bưu thiếp thời Pháp thuộc

Năm 1899, khi chỉnh trang đô thị Huế, vua Thành Thái cho dời chợ đến phố Trường Tiền (tức vị trí hiện nay), còn đình chợ cũ ở ngoài cửa Chính Đông sau trở thành trường tiểu học Pháp – Việt Đông Ba. Chợ được xây dựng bốn dãy quán: tả, hữu, tiền, hậu với tổng cộng 48 gian ngói, ở giữa là một lầu chuông ba tầng có đồng hồ. Bên cạnh đó trong chợ còn xây một giếng nước đá, khi lấy nước thì dùng tay quay máy. Để nhắc lại sự kiện vua Thành Thái cho di dời chợ, người Huế xưa đã có câu ca dao:
| “ | Chợ Đông Ba đem ra ngoài giại Cầu Trường Tiền đúc lại xi-moong. | ” |

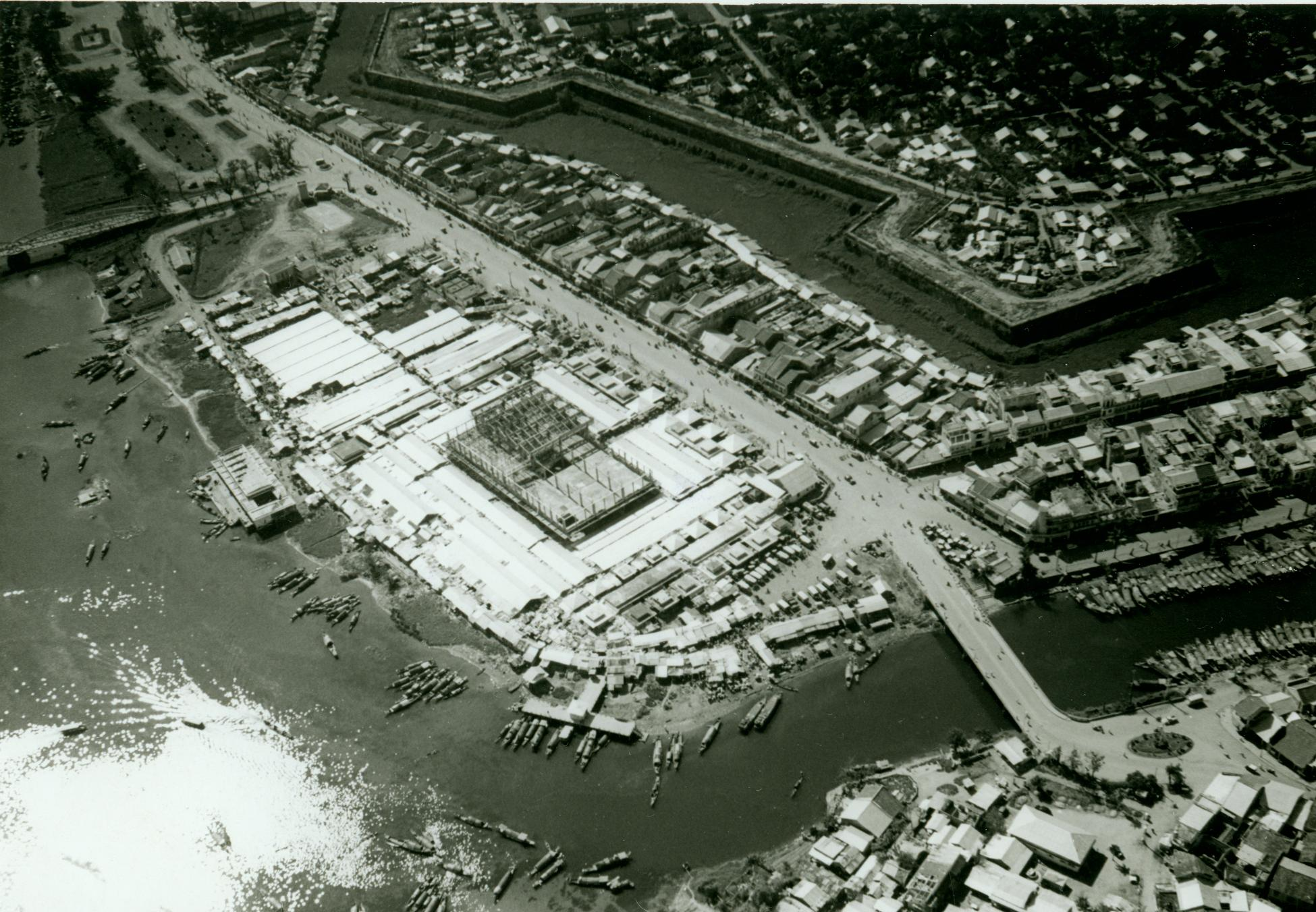
Không ảnh khu vực chợ vào năm 1969

Năm 1967, chính quyền Việt Nam Cộng hòa cho phá dỡ chợ và xây mới, tuy nhiên công trình đang xây dựng dang dở thì bị trúng bom trong Sự kiện Tết Mậu Thân năm 1968. Sau chợ được sửa chữa tạm cho tiểu thương buôn bán. Đến năm 1987, chợ Đông Ba được chính quyền tỉnh Bình Trị Thiên cho đại trùng tu. Công trình gồm nâng cấp lầu chuông, xây thêm bốn khu nhà hai tầng ở bốn góc chợ, năm dãy nhà kiốt với nhiều khu hàng mới khang trang, diện tích mặt bằng xây dựng là 15.600 m².

## Hoạt động buôn bán

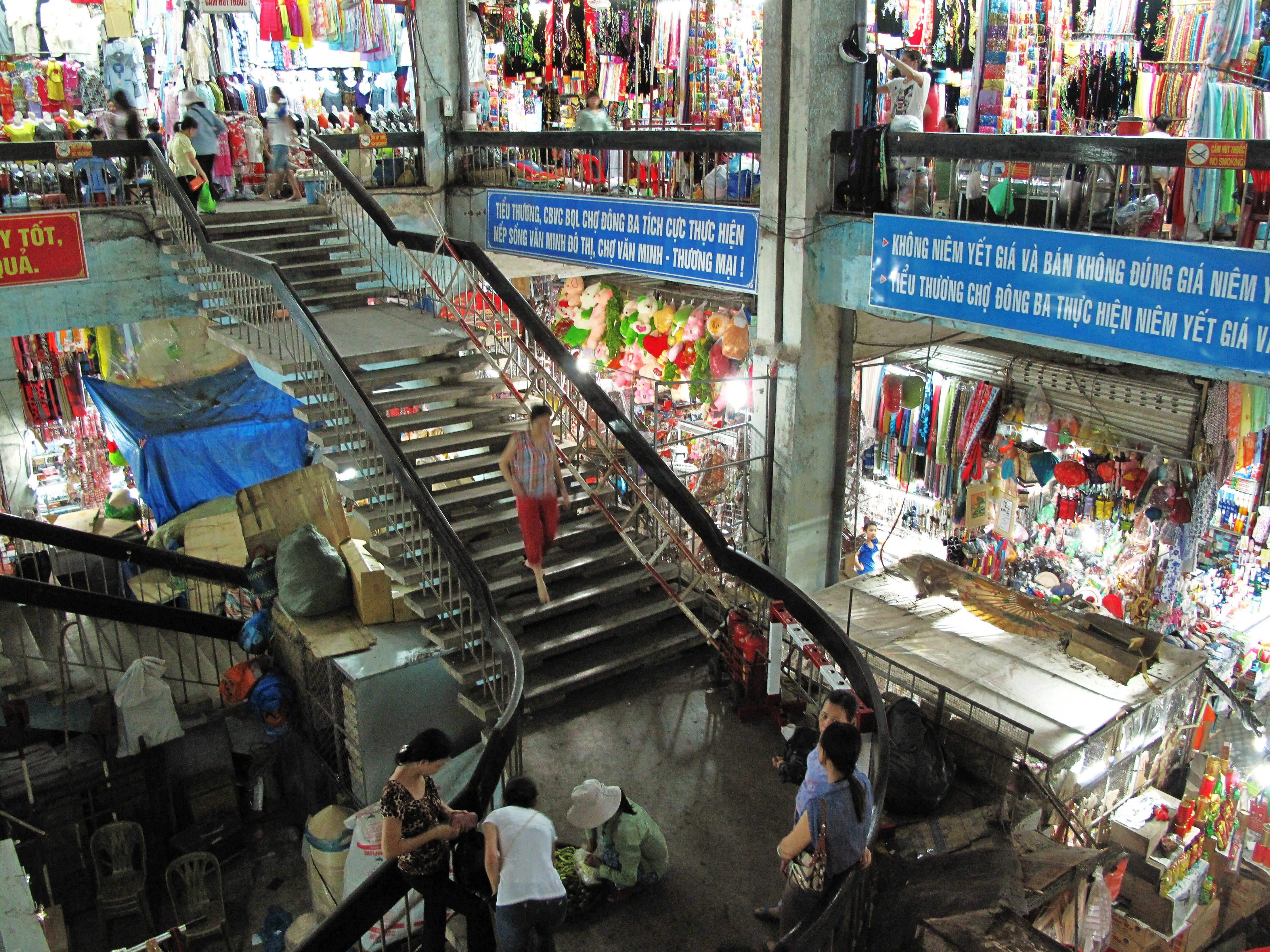
Một góc chợ vào năm 2012

Chợ Đông Ba có đủ loại hàng hóa nông, lâm, thủy hải sản, chăn nuôi, thủ công mỹ nghệ của Huế và các vùng phụ cận cũng như các mặt hàng thị trường tại Việt Nam. Trước năm 1975, chợ có 56 mặt hàng được bày bán, đến năm 1985 thì có thêm 8 mặt hàng mới như: hạt giống, sửa đồng hồ, củi bó, dép cao su, phụ tùng xe đạp, xay xát, sơn, gác lưới...
Từ khi thành lập, chợ Đông Ba đã có số lượng tiểu thương người Việt đông đảo. Các tiểu thương kinh doanh nhiều loại mặt hàng, bày bán ở các quầy trong chợ. Theo Ban Quản lý chợ, trước năm 1975 có 2.614 lô hàng chính có đăng ký kinh doanh, 300 lô hàng bạ (không đăng ký) và trên 400 lỗ chợ trời. Năm 1977, gần 400 lô chợ trời ở múi bắc cầu Trường Tiền được dời sang chợ Tây Lộc. Năm 1985, số hộ đăng ký kinh doanh là 3.122 hộ từ 54 phường xã trong tỉnh.
Tính đến năm 2020, toàn chợ có hơn 2.700 lô và hơn 1.800 hộ kinh doanh được phân bổ tại 6 khu vực trên diện tích 22.749 m². Chợ kinh doanh khoảng 60 ngành hàng, buôn bán các mặt hàng từ cao cấp đến bình dân, góp phần tạo công ăn việc làm cho hàng nghìn lao động. Mỗi ngày số lượng người đến chợ khoảng 7.000–10.000, gồm du khách và người mua bán.

## Trong thơ ca
Do đã trở thành biểu tượng, gắn bó với người dân Huế hơn một thế kỷ nên chợ Đông Ba được nhắc đến trong nhiều tác phẩm thơ ca. Chợ được nhắc đến trong câu hát "Phiên Đông Ba buồn qua cửa chợ/Bến Văn Lâu thuyền vó đơm sầu" trong ca khúc "Tiếng Sông Hương" của nhạc sĩ Phạm Đình Chương. Nhạc phẩm "Mưa trên phố Huế" (Minh Kỳ – Tôn Nữ Thụy Khương) có câu "Chợ Đông Ba khi mình qua/Lá me bay bay là đà". Trong một bài hò mái nhì Huế có câu "Đò từ Đông Ba, đò qua Đập Đá/Đò về Vĩ Dạ, thẳng ngã ba Sình".